# القزعة (كعيدنة)

تعديل مصدري - تعديل

القزعة هي إحدى قرى عزلة بني نشر بمديرية كعيدنة التابعة لمحافظة حجة، بلغ تعداد سكانها 863 نسمة حسب تعداد اليمن لعام 2004.